# Age of Conan: Hyborian Adventures
Age of Conan: Hyborian Adventures (comúnmente abreviado AoC) es un videojuego MMORPG desarrollado por Funcom para PC. Su salida en PC fue el 23 de mayo de 2008 (en Europa), si bien reservándolo con antelación se pudo entrar al universo de AoC el 17 de mayo. La edición del juego publicada en España incluye traducción al español.
Este juego viene en parte inspirado por grandes obras en el género como World of Warcraft, pero Age of Conan: Hyborian Adventures aporta mejores gráficos, una forma de juego distinta y un carácter más verosímil, adulto y sangriento.
Hyborian Adventures es el primer episodio de la serie planeada Age of Conan que tendrá paquetes de expansión y posibles secuelas. Age of Conan está ambientada en la Era Hiboria, un fantasioso escenario creado por Robert E. Howard. Asimismo existirá la posibilidad de encarnar algunas de las razas presentes en el mundo de Conan tales como Aquilonios, Cimmerios y Estigios.
Algunas de las principales características de este juego son la posibilidad para los jugadores de realizar un golpe final o fatality (movimientos especiales precedidos de una habilidad de combate), los cuales cusan muerte o mutilaciones sangrientas y para clanes de jugadores la posibilidad de construir ciudades dentro del juego. Dichas ciudades serán asediadas por parte de otros clanes, jugadores o periódicamente por NPC controlados por el juego. Hay muchos clanes populares con muchos años de antigüedad curtidos en otros juegos de rol como AoC.
Otra característica es la singularidad del control sobre los ataques básicos del personaje y hasta el nivel 20 del mismo, el juego se desarrolla de forma parcialmente individual. Dicho modo está orientado a familiarizar al jugador con el entorno e interfaz del juego. Aun así dicha modalidad será completamente en línea siendo necesario conectar con los servidores del juego en Europa son: Crom (PvE) e Fury (PvP).
Funcom ha decidido transformar AoC al formato gratuito para poder atraer a sus antiguos jugadores y renovar, con nuevos proyectos, lo que AoC debería haber sido en sus inicios.

## Personajes
Hay cuatro razas disponibles en Age of Conan. La raza no sólo se limita a a la apariencia física, sino que también determina las clase a la que puede optar el personaje y la zona inicial del juego. Las razas son: Aquilonios, Cimmerios, Estigios y Kithios (nueva raza en la primera expansión, Rise of the Godslayer).
| Aquilonios                                           | Cimmerios                                            | Estigios                                          | Kithios                                           |
| ---------------------------------------------------- | ---------------------------------------------------- | ------------------------------------------------- | ------------------------------------------------- |
| Ladrón - Asesino - Explorador - Bárbaro              | Ladrón - Explorador - Bárbaro                        | Ladrón - Asesino - Explorador                     | Ladrón - Asesino - Explorador                     |
| Sacerdote - Sacerdote de Mitra                       | Sacerdote - Chamán Oso                               | Sacerdote - Tempestad de Set                      | Sacerdote - Bear Shaman                           |
|                                                      |                                                      | Mago - Nigromante - Heraldo de Xotli - Demonólogo | Mago - Nigromante - Heraldo de Xotli - Demonólogo |
| Soldado - Guardián - Templario Oscuro - Conquistador | Soldado - Guardián - Templario Oscuro - Conquistador |                                                   | Soldado - Guardián - Templario Oscuro             |

## Armas
En Age of Conan hay 6 tipos de familias de armas diferentes:
- Armas de filo:

Este tipo sirve para catalogar a varios tipos de espadas, armas diseñadas para cortar, atravesar y hacer sangrar a tu enemigo. Pueden ser usadas con una mano, con dos, o usar una con cada mano.
- Armas contundentes:

Este tipo se usa para catalogar varios tipos de mazas y porras. Armas diseñadas para convertir a vuestros enemigos en pulpa. Pueden ser usadas con una mano, con dos, o usar una con cada mano
- Dagas:

Este tipo se utiliza para catalogar a varios tipos de dagas, armas diseñadas para poder atacar rápidamente. Pueden ser usadas con una mano o usar una con cada mano.
- Arcos o ballesta:

Este tipo se usa para catalogar varios tipos de arcos y ballestas. Estas están diseñadas para alcanzar a tu objetivo desde una distancia razonablemente segura. Ambas requieren las dos manos para utilizarlas.
- Armas de proyectil:

Este tipo se utiliza para catalogar armas que tu personaje pueda lanzar, como cuchillos e incluso lanzas. Pueden ser lanzadas a distancia pero no tanto como si utilizáramos un arco.
- Armas de asta:

Esta categoría engloba diversos tipos de armas de asta, como lanzas largas, alabardas, etc., armas diseñadas para mantener al enemigo a distancia. Requieren las dos manos.
- Bastón:

Esta arma es utilizada generalmente por magos, te confiere poder mágico y diversas cualidades para su clase. Requiere las 2 manos para utilizarlo.
- Talismán:

Este tipo de arma exclusiva para arquetipos que utilicen magia da como poder el daño mágico. esta arma se usa solamente con una mano o ya sea con un talismán en cada mano.

## Armaduras
Hay 5 tipos de armaduras diferentes:
- Armadura de tela/seda:

Éstas son las armaduras que ofrecen menos protección, pero también las que proporcionan mayor libertad de movimiento. Suelen usarlas los lanzadores y también se pueden utilizar como ropa.
- Armadura ligera:

Esta categoría engloba tipos de armaduras como las de cuero y la de piel, más resistentes que las de tela, aunque todavía débiles. Algunos lanzadores pueden usarlas, así como muchos de los personajes orientados al combate (si no todos).
- Armadura media:

Esta categoría engloba armaduras como la cota de malla y la armadura laminada. Considerablemente más resistentes que las anteriores, por lo general solo las usan los personajes orientados al combate.
- Armadura pesada:

Esta categoría engloba armaduras como la media coraza y la armadura completa. Son las más pesadas y resistentes y solo pueden usarlas los personajes más hábiles orientados al combate.
- Armadura completa:

Como ya se ha dicho anteriormente este tipo de armaduras se engloba en el tipo de armaduras pesadas, la característica principal de esta armadura es que es de uso explícito para soldados.
Características

## Monturas
Hay 5 tipos de armaduras diferentes.
En Age of Conan, además de la montura más clásica (el caballo), el jugador también puede acceder a monturas especializadas en diferentes modos de combate: cerdos, mamuts, rinocerontes e incluso un lobo o un tigre dependiendo de la facción.

## Otras características
El nivel máximo es 80 en modo normal y el 10 para PVP (jugador contra jugador). La diferencia entre ambos es que el primero se consigue matando enemigos y completando misiones, mientras que el segundo sube venciendo a otros jugadores.
Otra de las características de este juego es la incorporación de minijuegos en los que con el grupo asignado se tendrá que conseguir vencer a los rivales.